# Eli Marienthal
David Eli Marienthal (nascido em 6 de março de 1986) é um ex-ator e dublador norte-americano. Ele fez sua estreia profissional em meados da década de 1990; desde então, tem trabalhado em vários filmes e séries de televisão.